# Orthodontium lignicola
Orthodontium lignicola är en bladmossart som beskrevs av Zhang Da-cheng in Li Xing-jiang 2002. Orthodontium lignicola ingår i släktet Orthodontium och familjen Bryaceae. Inga underarter finns listade i Catalogue of Life.